# ラモン・フローレス
ラモン・フローレス（Ramón Flores, 1992年3月26日 - ）は、ベネズエラ・バリナス州バリナス出身のプロ野球選手（外野手）。メキシカンリーグのメキシコシティ・レッドデビルズ所属。

## 経歴
2008年7月4日にニューヨーク・ヤンキースと契約。
2009年はルーキー級ドミニカン・サマーリーグ・ヤンキース2やルーキー級ガルフ・コーストリーグ・ヤンキースでプレー。
2010年はA+級タンパ・ヤンキースに昇格。その後ガルフ・コーストリーグでプレーし、A級チャールストン・リバードッグスでもプレーした。
2011年はA級チャールストンでプレー。
2012年はA+級タンパ、9月からはAA級トレントン・サンダーでプレーした。11月20日に40人枠入りを果たした。
2013年はAA級トレントンでプレー。136試合に出場し、打率.260・6本塁打・55打点・7盗塁だった。
2014年3月18日にAAA級スクラントン・ウィルクスバリ・レイルライダースへ異動。6月に足首を故障し、長期離脱を余儀なくされた。その後、ルーキー級ガルフ・コースト・リーグのヤンキース1及びヤンキース2で、計5試合にリハビリ出場した。AAA級スクラントン・ウィルクスバリでは63試合に出場し、打率.247・7本塁打・23打点・3盗塁だった。
2015年5月29日にメジャー初昇格を果たし、翌30日のオークランド・アスレチックス戦でデビューした。ヤンキースで12試合に出場し、打率.219・無失策・DRS + 2という攻守成績を残した。7月30日にダスティン・アクリーとのトレードで、ホセ・ラミレスと共にシアトル・マリナーズへ移籍した。マリナーズ移籍後はメジャーで試合に出場しなかった。11月20日にルイス・サーディナスとのトレードで、ミルウォーキー・ブルワーズへ移籍した。
2016年は104試合に出場したが、8月19日にDFAとなり、24日に40人枠を外れる形で傘下のAAA級コロラドスプリングス・スカイソックスへ配属された。オフの11月7日にFAとなった。11月17日にロサンゼルス・エンゼルスとマイナー契約を結んだ。
2017年は開幕から傘下のAAA級ソルトレイク・ビーズでプレーし、8月1日にメジャー契約を結んでアクティブ・ロースター入りした。8月4日にDFAとなり、8月7日に40人枠から外れる形でAAA級ソルトレイクに降格した。10月2日にFAとなった。
2018年1月9日にアリゾナ・ダイヤモンドバックスとマイナー契約を結び、同年のスプリングトレーニングに招待選手として参加することになった。7月4日に自由契約となり、6日に独立リーグ・アトランティックリーグのサマセット・ペイトリオッツと契約した。
2019年もサマセット・ペイトリオッツと契約し、83試合出場、打率.308、6本塁打、47打点、10盗塁の好成績を残した。8月1日にミネソタ・ツインズとマイナー契約を結んだ。ツインズではAAA級ロチェスター・レッドウイングスで30試合に出場し、打率.308、3本塁打、17打点、2盗塁の成績を残した。2020年11月2日にFAとなった。
2021年2月17日にワシントン・ナショナルズとマイナー契約を結んだが、AAA級・AA級でともに打率1割台と成績は振るわず、7月20日に自由契約となった。7月23日にアトランティックリーグのロングアイランド・ダックスと契約した。
2022年1月8日にメキシカンリーグのメキシコシティ・レッドデビルズと契約を結んだ
。

## 詳細情報

### 年度別打撃成績
| 年 度    | 球 団    | 試 合 | 打 席 | 打 数 | 得 点 | 安 打 | 二 塁 打 | 三 塁 打 | 本 塁 打 | 塁 打 | 打 点 | 盗 塁 | 盗 塁 死 | 犠 打 | 犠 飛 | 四 球 | 敬 遠 | 死 球 | 三 振 | 併 殺 打 | 打 率 | 出 塁 率 | 長 打 率 | O P S |
| -------- | -------- | ----- | ----- | ----- | ----- | ----- | -------- | -------- | -------- | ----- | ----- | ----- | -------- | ----- | ----- | ----- | ----- | ----- | ----- | -------- | ----- | -------- | -------- | ----- |
| 2015     | NYY      | 12    | 33    | 32    | 3     | 7     | 1        | 0        | 0        | 8     | 0     | 0     | 0        | 1     | 0     | 0     | 0     | 0     | 4     | 0        | .219  | .219     | .250     | .469  |
| 2016     | MIL      | 104   | 289   | 249   | 18    | 51    | 8        | 0        | 2        | 65    | 19    | 3     | 0        | 3     | 4     | 31    | 3     | 2     | 58    | 11       | .205  | .294     | .261     | .555  |
| 2017     | LAA      | 3     | 9     | 8     | 0     | 1     | 0        | 0        | 0        | 1     | 1     | 0     | 0        | 0     | 1     | 0     | 0     | 1     | 1     | 0        | .125  | .111     | .125     | .236  |
| MLB：3年 | MLB：3年 | 119   | 331   | 289   | 21    | 59    | 9        | 0        | 2        | 74    | 20    | 3     | 0        | 4     | 5     | 31    | 3     | 3     | 63    | 11       | .204  | .281     | .256     | .537  |

- 2021年度シーズン終了時

### 背番号
- 31（2015年 - 同年途中）
- 27（2015年途中 - 同年終了）
- 18（2016年）
- 33（2017年）